# Winfried Opgenoorth
Winfried Opgenoorth (Düsseldorf, 20 juin 1939) est un illustrateur germano-autrichien.

## Biographie
Il a étudié la taille-douce et, de 1958 à 1964, le graphisme à la Werkkunstschule in Düsseldorf. Depuis 1972, il vit à Vienne. 
Il est marié à l'autrice de livres pour enfants Christine Rettl. 
Il a illustré pour Mira Lobe, Wawa Weisenberg, Wilhelm Pellert, Lene Mayer-Skumanz, Wolf Harranth, Tilde Michels, Burckhard Garbe, Friedl Hofbauer, Helmut Korherr, Gerda Anger-Schmidt, Wolfgang Wagerer, Ernst A. Ekker, Gerhard Hofer, Gabi Berger, Jutta Modler, Frauke Nahrgang, Heinz R. Unger, Georg Bydlinski, Christine Rettl, Ilse Reif-Schere, Andreas Findig, Folke Tegetthoff, Silvia Vigl, Marko Simsa , Anna Melach ou Sigrid Laube, et pour le journal de la Société du Verbe Divin.